# Microhelia angelica
Microhelia angelica är en fjärilsart som beskrevs av Smith 1900. Microhelia angelica ingår i släktet Microhelia och familjen nattflyn. Inga underarter finns listade i Catalogue of Life.

## Bildgalleri

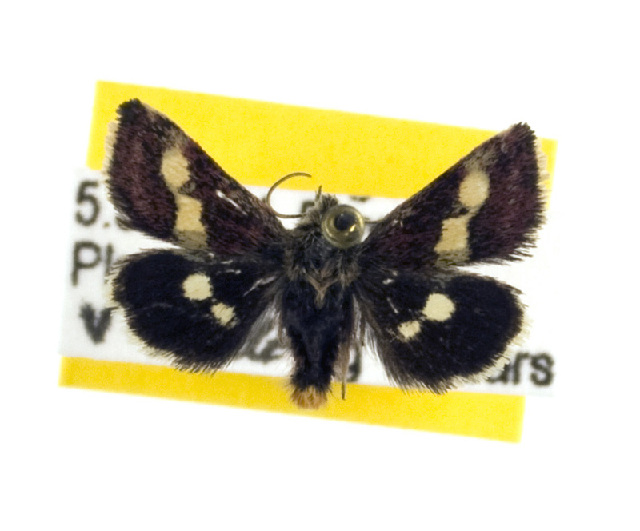